# Thư viện Quốc gia Nga
Thư viện Quốc gia Nga (tiếng Nga: Российская национальная библиотека) nằm ở Sankt Peterburg là thư viện công cộng cổ nhất tại Nga. Thư viện này được Ekaterina Đại đế thành lập vào ngày 16 tháng 5 năm 1795. Cho tới năm 1917, nó có tên gọi là Thư viện công cộng Hoàng gia (Императорская публичная библиотека). Từ năm 1917 tới năm 1925, có tên gọi Thư viện công cộng Nga (Российская публичная библиотека). Từ năm 1925 tới năm 1932, gọi là Thư viện công cộng nhà nước (Государственная публичная библиотека). Từ năm 1932 tới ngày 27 tháng 3 năm 1992, nó được gọi là Thư viện công cộng nhà nước mang tên Saltykov-Shchedrin. Tên gọi không chính thức của nó trong tiếng Nga là Публичка (công chúng).
Không nên nhầm lẫn thư viện này với Thư viện Nhà nước Nga (Российская Государственная Библиотека) tại Moskva.